# Viviána
A Viviána női név egy ismeretlen eredetű latin nemzetségnévből származik, a jelentése a Vivianus (vagy Bibianus) nemzetségből származó nő. A latin vivus (élő, eleven) szóból való származtatása vitatott.

## Rokon nevek
Bibiána, Vivianna, Vivien

## Gyakorisága
Az 1990-es években a Vivien igen gyakori, a Viviána, Vivianna és a Bibiána szórványos név volt, a 2000-es években nem szerepelnek a 100 leggyakoribb női név között, kivéve a Vivient, ami a 3-15. legnépszerűbb női név.

## Névnapok
Viviána, Vivianna, Vivien, Bibiána
- december 2.[2]

## Híres Viviánák, Bibiánák, Viviannák és Vivienek
- Bánhídi Vivien színésznő
- Vivian Cheruiyot futó
- Czene Vivien modell
- Keszthelyi Vivien autóversenyző
- Vivien Leigh színésznő
- Mádai Vivien műsorvezető
- Vivian Maier fényképész
- Rujder Vivien színésznő
- Sasvári Vivien (Vivien Holloway) írónő
- Víg Vivien kézilabdázó
- Vivienne Westwood divattervező